# Carl Gustaf Wolff
Carl Gustaf Wolff, född 1800 i Norrmark eller på Sveaborg, död 1868 i Stockholm, var en finländsk redare, kommerseråd och lantdagsman verksam i Vasa i Finland. 
Wolff inledde sin yrkeskarriär som bokförare utan tillgångar men kom att under sitt liv bli Finlands främsta skeppsredare. Hans framgångar som skeppsredare låg bland annat i att han själv lät bygga fartygen, avstod från både affärskompanjoner och att försäkra fartygen. Carl Gustaf Wolff var vid sin död en av de rikaste handelsmännen i Finland.

## Biografi
Carl Gustaf Wolff var son till Johan Ludvig Didrik Wolff (död 1809) och Brita Fellman (död 1822). Släkten härstammar från Tyskland där farfadern var handlande i Hannover. Carl Gustaf Wolff växte upp i Björneborg där fadern ledde Björneborgs regementes musikkår. Han gifte sig 1826 med Maria Margaret Hedman och efter hennes död 1845 med Nathalia Strömsten.
Efter sin fars tidiga bortgång tvingades Carl Gustaf Wolff redan som 12-åring söka utkomst på egen hand och började  som handelsbiträde hos Sarin & Sourander i Björneborg. Wolff flyttade som 18-åring till Vasa och fick anställning i Withanders handelsbod. 1825 fick han burskap i staden och började driva minuthandel och export samt öppnade en liten bokhandel och eget tryckeri.
Wolff ville utvidga sin affärsrörelse med skeppsrederi och blev 1828 partsredare i slupen Tärnan. Briggen Wänskapen som byggdes i Petsmo i Korsholm 1830 var Wolffs första nybygge, initialt ägde han fartyget tillsammans med köpmannen Herman Widmark men stod 1839 som ensam ägare. Han drev därefter sin rederirörelse ensam utan kompanjoner.
Wolff anlade skeppsvarv på Brändö där han också hade sitt bostadshus. På varvet byggdes åren 1834–1868 totalt 44 segelfartyg i trä med en sammanlagd volym på över 8500 läster. Av dessa fartyg användes 41 i eget rederi. Wolff försäkrade inte sina fartyg då han menade att han med de inbesparade försäkringsavgifterna årligen kunde finansiera ett nytt skeppsbygge.
Under 1830-talet arbetade Wolff för att bilda ett ångfartygsbolag i Vasa men projektet fick inte tillräckligt stöd av stadens övriga handelsmän.

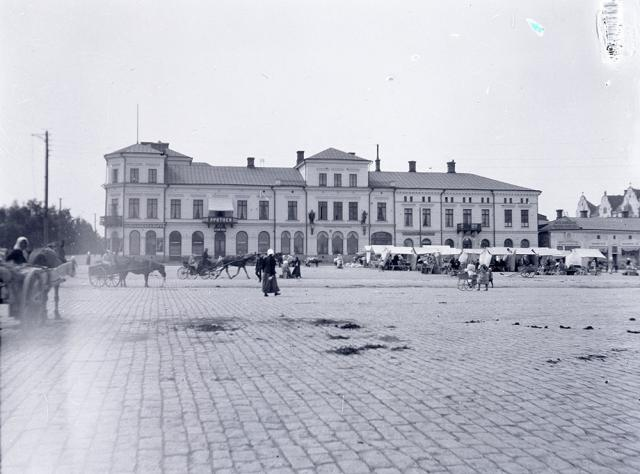
Affärspalatset kallat Wolffska huset vid Övre torget i Vasa stod färdigt 1868 och revs 1960 för att ge plats åt Rewell Center.

Wolff blev snabbt den största redaren i Vasa. 1840 hade han den tredje största handelsflottan i Finland och stod tio år senare som landets största skeppsredare. Hans fartyg gick huvudsakligen i fraktfart på Medelhavet och Svarta havet. När fartygen angjorde hemstaden medförde de oftast saltlast, eller kol om de avgått från England. Wolffs salthandel fyllde nästan ensamt ortens behov. Utgående från Vasa medförde fartygen vanligen plankor, brädor och tjära.
Under mer än 30 år gav Wolff på egen bekostnad ut skeppskalendern Finlands skepps-kalender.
Wolff dog 1868 under en resa till Stockholm och är begravd på Kapellbacken i Gamla Vasa. Han efterlämnade maka samt fyra döttrar och åtta söner. Wolff fick totalt 18 barn men inte alla nådde vuxen ålder.
Vid Wolffs död 1868 uppgick hans flottas lästetal till 9170 och utgjorde en fjortondel av landets totala flotta.
Änkan och de äldsta sönerna lyckades inte fortsätta rederiverksamheten lika framgångsrikt i en tid då världens sjöfart höll på att övergå från segelfartyg till ångfartyg. Det ena segelfartyget efter det andra såldes och den Wolffska släkten försvann från Vasa i början av 1900-talet.
Sonen Eugen Wolff blev en av Finska ångfartygs Abs grundare.

## Samhälleligt engagemang
Carl Gustaf Wolff deltog aktivt i samhällelig verksamhet. Han deltog som stadsäldste i Vasa stads förvaltning, representerade Vasa och borgarståndet i januariutskottet 1862 och var lantdagsman 1863 och 1867. 1851 fick han titeln kommerseråd.
Han var inte bara en stor arbetsgivare och skattebetalare av human natur utan känd för att speciellt under nödåren hjälpa mindre bemedlade. 1867 gav han arbete åt de hungrande genom att låta bygga en brygga av kilad sten nedanför Vasaesplanaden, den Wolffska bryggan som senare skänktes åt staden. Han ska även vid flera tillfällen ha köpt upp alla livsmedel på torget för att dela ut dem bland stadens fattiga.
Den konservativt lagda Wolff motsatte sig en flytt av staden efter Vasa brand 1852 och som sjöfarare opponerade han sig mot järnvägen.
Vasas första nyhetstidning Wasa Tidning gavs ut på Wolffs tryckeri.

## Minnesmärken
På ytterväggen till Vasa sjöfartsmuseum, som är inrymt i en av Wolffs gamla saltbodar, vid Brändö sund finns en relief till Carl Gustaf Wolffs minne gjord av Voitto Kantokorpi. Reliefen föreställer Wolff i halvprofil, en flotta av barkbåtar, en ångbåt och stora segel samt logon för Vasas 400-årsjubileum. Verket avtäcktes 12 augusti 2006.
Carl Gustaf Wolff är mer än någon annan historisk person närvarande i Vasas namnkarta. Flera gator i stadsdelen Brändö har anknytning till honom, mest framstående den efter honom uppkallade Wolffskavägen som korsar Brändö från Brändö bro mot Storviken, namnet förekom inofficiellt redan 1907 men fastställdes officiellt i stadsplanen 1914. Varvsgränden som tidigare var gata är döpt efter Wolffs varv. Apollo-, Saturnus-, Neptuns- Vellamo- och Pallasvägen är döpta efter fartyg byggda av Wolff, sannolikt även Irisgatan.